# Allophylus excelsus
Allophylus excelsus är en kinesträdsväxtart som först beskrevs av Triana & Planch., och fick sitt nu gällande namn av Ludwig Radlkofer. Allophylus excelsus ingår i släktet Allophylus och familjen kinesträdsväxter. Inga underarter finns listade i Catalogue of Life.